# Grand Prix de Plouay féminin 2009
La 11e édition du Grand Prix de Plouay féminin a eu lieu le 22 août 2009. Il s'agit de la neuvième et avant-dernière manche de la Coupe du monde de cyclisme sur route féminine. Elle est remportée par la Britannique Emma Pooley.

## Équipes
| Équipes féminines professionnelles (14)- Bigla - Bizkaia-Durango-Champion System - Cervélo TestTeam - Columbia-HTC Women - DSB Bank-Nederland Bloeit - ESGL 93-GSD Gestion - Fenixs - Flexpoint - Lotto-Belisol Ladiesteam - Equipe Nürnberger Versicherung - Red Sun Cycling Team - Safi-Pasta Zara-Titanedi - Selle Italia Ghezzi - Vienne Futuroscope Équipes nationales (6)- Australie - Canada - Espagne - France - Grande-Bretagne - Pays-Bas |
| |

## Parcours
La course effectue six tours d'un circuit long de 19,1 km.

## Récit de la course

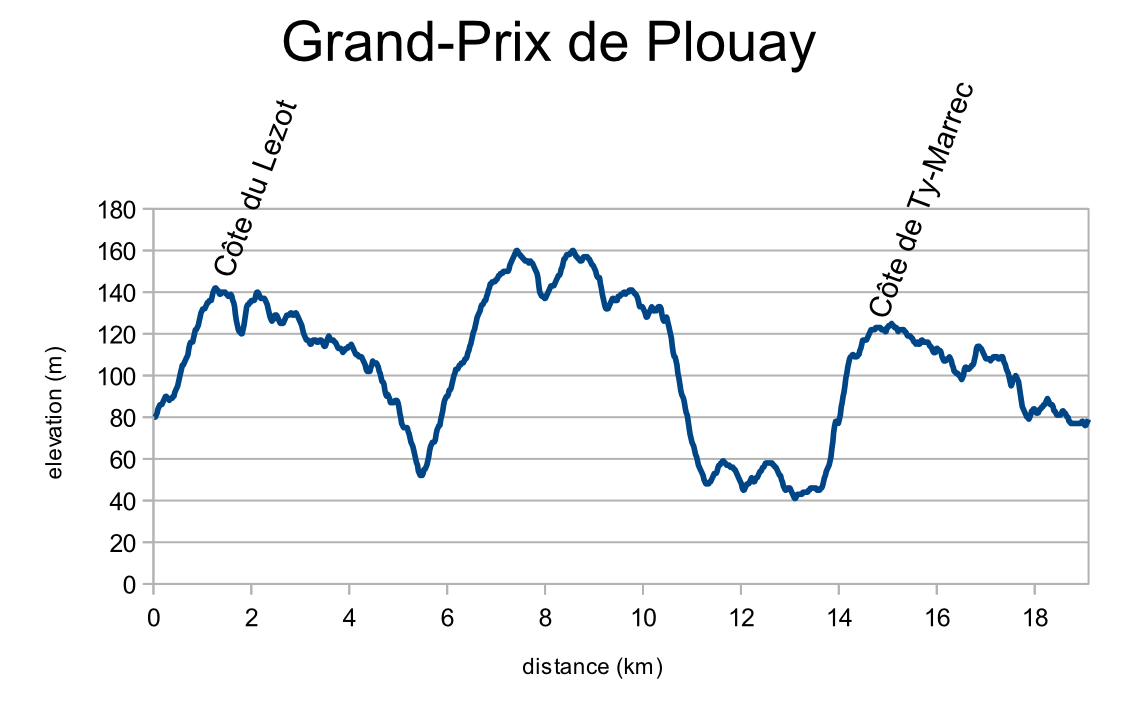
Profil du parcours

Lors du quatrième tour Karine Gautard place une attaque. Le peloton se réduit alors à quatorze coureuses. Nicole Cooke est absente de ce groupe. Claudia Häusler et Emma Pooley attaquent à tour de rôle pour revenir sur la Française. La Britannique accélère de manière décisive dans la côte de Ty Marrec à quarante-cinq kilomètres de l'arrivée. Grâce à la vigilance de ses coéquipières, l'écart grandit au-delà de la minute alors qu'elle passe pour l'avant-dernière fois la ligne d'arrivée. Derrière, Nicole Cooke attaque. Elle est rejointe par Marianne Vos, Emma Johansson, Grace Verbeke et Ruth Corset. Le groupe ne coopère pas parfaitement, Emma Pooley voit son avance grandir. Emma Johansson ne passe pas de relais afin de garder des chances battre Marianne Vos au sprint dans l'optique du classement de la Coupe du monde. Emma Pooley gagne en solitaire l'épreuve. Au sprint, Marianne Vos se montre cependant plus rapide et dépossède ainsi Emma Johansson, troisième, de la tête de la Coupe du monde,.

## Classements

### Classement final
| \| Classement général \| Classement général \| Classement général \| Classement général \| Classement général \| \| Coureuse \| Coureuse \| Pays \| Équipe \| Temps \| \| ------------------ \| ------------------- \| ------------------ \| ------------------------- \| ------------------ \| \| 1re \| Emma Pooley \| Royaume-Uni \| Cervélo TestTeam \| 3 h 18 min 39 s \| \| 2e \| Marianne Vos \| Pays-Bas \| DSB Bank-Nederland Bloeit \| + 2 min 30 s \| \| 3e \| Emma Johansson \| Suède \| Red Sun Cycling Team \| + 2 min 30 s \| \| 4e \| Grace Verbeke \| Belgique \| Lotto-Belisol Ladiesteam \| + 2 min 30 s \| \| 5e \| Ruth Corset \| Australie \| Australie \| + 2 min 30 s \| \| 6e \| Nicole Cooke \| Royaume-Uni \| Grande-Bretagne \| + 2 min 33 s \| \| 7e \| Martine Bras \| Pays-Bas \| Selle Italia Ghezzi \| + 2 min 33 s \| \| 8e \| Rasa Leleivytė \| Lituanie \| Safi-Pasta Zara-Titanedi \| + 2 min 33 s \| \| 9e \| Diana Žiliūtė \| Lituanie \| Safi-Pasta Zara-Titanedi \| + 2 min 33 s \| \| 10e \| Irene van den Broek \| Pays-Bas \| Pays-Bas \| + 2 min 33 s \| |                     |             |                           |                 |
| |                     |             |                           |                 |
| Source : Cycling Quotient |                     |             |                           |                 |
| Classement général |                     |             |                           |                 |
| Coureuse | Coureuse            | Pays        | Équipe                    | Temps           |
| 1re | Emma Pooley         | Royaume-Uni | Cervélo TestTeam          | 3 h 18 min 39 s |
| 2e | Marianne Vos        | Pays-Bas    | DSB Bank-Nederland Bloeit | + 2 min 30 s    |
| 3e | Emma Johansson      | Suède       | Red Sun Cycling Team      | + 2 min 30 s    |
| 4e | Grace Verbeke       | Belgique    | Lotto-Belisol Ladiesteam  | + 2 min 30 s    |
| 5e | Ruth Corset         | Australie   | Australie                 | + 2 min 30 s    |
| 6e | Nicole Cooke        | Royaume-Uni | Grande-Bretagne           | + 2 min 33 s    |
| 7e | Martine Bras        | Pays-Bas    | Selle Italia Ghezzi       | + 2 min 33 s    |
| 8e | Rasa Leleivytė      | Lituanie    | Safi-Pasta Zara-Titanedi  | + 2 min 33 s    |
| 9e | Diana Žiliūtė       | Lituanie    | Safi-Pasta Zara-Titanedi  | + 2 min 33 s    |
| 10e | Irene van den Broek | Pays-Bas    | Pays-Bas                  | + 2 min 33 s    |

### Points attribués
| Position           | 1er | 2e | 3e | 4e | 5e | 6e | 7e | 8e | 9e | 10e | 11e | 12e | 13e | 14e | 15e |
| Classement général | 100 | 70 | 40 | 30 | 25 | 20 | 15 | 10 | 9  | 8   | 7   | 6   | 5   | 4   | 3   |

## Liste des participantes
| Légende | Légende                                                                    | Légende | Légende                                                    |
| ------- | -------------------------------------------------------------------------- | ------- | ---------------------------------------------------------- |
| Num     | Dossard de départ porté par le coureur sur ce Grand Prix de Plouay         | Pos     | Position à l'arrivée de la course                          |
|         | Indique un maillot de champion national ou mondial, suivi de sa spécialité | NP      | Indique un coureur qui n'a pas pris le départ de la course |
| AB      | Indique un coureur qui n'a pas terminé la course                           | HD      | Indique un coureur qui a terminé la course hors des délais |

| Selle Italia Ghezzi MSI | Selle Italia Ghezzi MSI | Selle Italia Ghezzi MSI |
| ----------------------- | ----------------------- | ----------------------- |
| Num                     | Coureuse                | Pos                     |
| 1                       | Fabiana Luperini (ITA)  | 36e                     |
| 2                       | Martine Bras (NED)      | 7e                      |
| 3                       | Giuseppina Grassi (MEX) | 22e                     |
| 4                       | Luisa Tamanini (ITA)    | 28e                     |
| 5                       | Silvia Valsecchi (ITA)  | AB                      |

| Cervélo TestTeam CWT | Cervélo TestTeam CWT    | Cervélo TestTeam CWT |
| -------------------- | ----------------------- | -------------------- |
| Num                  | Coureuse                | Pos                  |
| 11                   | Emma Pooley (GBR)       | 1re                  |
| 12                   | Regina Bruins (NED)     | 27e                  |
| 13                   | Claudia Häusler (GER)   | 41e                  |
| 14                   | Lieselot Decroix (BEL)  | HD                   |
| 15                   | Patricia Schwager (SUI) | HD                   |
| 16                   | Émilie Aubry (SUI)      | HD                   |

| DSB Bank-Nederland Bloeit ARC | DSB Bank-Nederland Bloeit ARC | DSB Bank-Nederland Bloeit ARC |
| ----------------------------- | ----------------------------- | ----------------------------- |
| Num                           | Coureuse                      | Pos                           |
| 21                            | Marianne Vos (NED) (route)    | 2e                            |
| 22                            | Tina Liebig (GER)             | 30e                           |
| 23                            | Adrie Visser (NED)            | 39e                           |
| 24                            | Liesbet De Vocht (BEL)        | HD                            |
| 25                            | Noortje Tabak (NED)           | HD                            |
| 26                            | Marieke van Wanroij (NED)     | HD                            |

| Columbia-HTC Women TCW | Columbia-HTC Women TCW  | Columbia-HTC Women TCW |
| ---------------------- | ----------------------- | ---------------------- |
| Num                    | Coureuse                | Pos                    |
| 31                     | Kimberly Anderson (USA) | 29e                    |
| 32                     | Luise Keller (GER)      | HD                     |
| 33                     | Chantal Beltman (NED)   | HD                     |
| 34                     | Ellen van Dijk (NED)    | HD                     |
| 35                     | Katherine Bates (AUS)   | AB                     |
| 36                     | Emilia Fahlin (SWE)     | AB                     |

| Equipe Nürnberger Versicherung NUR | Equipe Nürnberger Versicherung NUR | Equipe Nürnberger Versicherung NUR |
| ---------------------------------- | ---------------------------------- | ---------------------------------- |
| Num                                | Coureuse                           | Pos                                |
| 41                                 | Trixi Worrack (GER)                | 19e                                |
| 42                                 | Eva Lutz (GER)                     | 37e                                |
| 43                                 | Suzanne de Goede (NED)             | HD                                 |
| 44                                 | Marlen Jöhrend (GER)               | AB                                 |
| 45                                 | Romy Kasper (GER)                  | AB                                 |
| 46                                 | Madeleine Sandig (GER)             | AB                                 |

| Red Sun Cycling Team RSC | Red Sun Cycling Team RSC         | Red Sun Cycling Team RSC |
| ------------------------ | -------------------------------- | ------------------------ |
| Num                      | Coureuse                         | Pos                      |
| 51                       | Emma Johansson (SWE)             | 3e                       |
| 52                       | Ludivine Henrion (BEL) (route)   | 12e                      |
| 53                       | Paulina Brzeźna-Bentkowska (POL) | 17e                      |
| 54                       | Latoya Brulee (BEL)              | HD                       |
| 55                       | Laure Werner (BEL)               | HD                       |
| 56                       | Mascha Pijnenborg (NED)          | AB                       |

| Safi-Pasta Zara-Titanedi SAF | Safi-Pasta Zara-Titanedi SAF | Safi-Pasta Zara-Titanedi SAF |
| ---------------------------- | ---------------------------- | ---------------------------- |
| Num                          | Coureuse                     | Pos                          |
| 61                           | Rasa Leleivytė (LTU) (route) | 8e                           |
| 62                           | Diana Žiliūtė (LTU)          | 9e                           |
| 63                           | Inga Čilvinaitė (LTU)        | 32e                          |
| 64                           | Eneritz Iturriaga (ESP)      | HD                           |
| 65                           | Svetlana Pauliukaitė (LTU)   | AB                           |
| 66                           | Giorgia Bronzini (ITA)       | NP                           |

| Lotto-Belisol Ladiesteam LLT | Lotto-Belisol Ladiesteam LLT | Lotto-Belisol Ladiesteam LLT |
| ---------------------------- | ---------------------------- | ---------------------------- |
| Num                          | Coureuse                     | Pos                          |
| 71                           | Grace Verbeke (BEL)          | 4e                           |
| 72                           | Lizzie Armitstead (GBR)      | 20e                          |
| 73                           | Catherine Delfosse (BEL)     | HD                           |
| 74                           | Emma Silversides (GBR)       | HD                           |
| 75                           | Rochelle Gilmore (AUS)       | AB                           |
| 76                           | Emma Mackie (AUS)            | AB                           |

| Fenixs FEN | Fenixs FEN                      | Fenixs FEN |
| ---------- | ------------------------------- | ---------- |
| Num        | Coureuse                        | Pos        |
| 81         | Catherine Hare Willianson (GBR) | 18e        |
| 82         | Siobhan Dervan (IRL)            | 24e        |
| 83         | Karin Aune (SWE)                | 38e        |
| 84         | Svetlana Boubnenkova (RUS)      | AB         |
| 85         | Suzie Godart (LUX)              | AB         |
| 86         | Urtė Juodvalkytė (LTU)          | AB         |

| Vienne Futuroscope FUT | Vienne Futuroscope FUT       | Vienne Futuroscope FUT |
| ---------------------- | ---------------------------- | ---------------------- |
| Num                    | Coureuse                     | Pos                    |
| 91                     | Karine Gautard-Roussel (FRA) | 25e                    |
| 92                     | Pascale Jeuland (FRA)        | HD                     |
| 93                     | Audrey Cordon (FRA)          | AB                     |
| 94                     | Nathalie Jeuland (FRA)       | AB                     |
| 95                     | Emmanuelle Merlot (FRA)      | AB                     |
| 96                     | Magali Mocquery (FRA)        | AB                     |

| Flexpoint FLX | Flexpoint FLX         | Flexpoint FLX |
| ------------- | --------------------- | ------------- |
| Num           | Coureuse              | Pos           |
| 101           | Mirjam Melchers (NED) | 11e           |
| 102           | Iris Slappendel (NED) | 14e           |
| 103           | Loes Gunnewijk (NED)  | 15e           |
| 104           | Trine Schmidt (DEN)   | HD            |

| Bigla BCT | Bigla BCT                    | Bigla BCT |
| --------- | ---------------------------- | --------- |
| Num       | Coureuse                     | Pos       |
| 111       | Nicole Brändli (SUI)         | 33e       |
| 112       | Noemi Cantele (ITA)          | 34e       |
| 113       | Jennifer Hohl (SUI) (route)  | HD        |
| 114       | Modesta Vžesniauskaitė (LTU) | HD        |
| 115       | Monica Holler (SWE)          | HD        |
| 116       | Veronica Andrèasson (SWE)    | HD        |

| France FRA | France FRA                       | France FRA |
| ---------- | -------------------------------- | ---------- |
| Num        | Coureuse                         | Pos        |
| 121        | Amélie Rivat                     | HD         |
| 122        | Fanny Riberot                    | HD         |
| 123        | Christel Ferrier-Bruneau (route) | HD         |
| 124        | Mélanie Bravard                  | HD         |
| 125        | Émilie Blanquefort               | AB         |
| 126        | Alexandra Le Hénaff              | AB         |

| Pays-Bas NED | Pays-Bas NED        | Pays-Bas NED |
| ------------ | ------------------- | ------------ |
| Num          | Coureuse            | Pos          |
| 131          | Irene van den Broek | 10e          |
| 132          | Andrea Bosman       | 13e          |
| 133          | Chantal Blaak       | 26e          |
| 134          | Lucinda Brand       | HD           |

| Australie AUS | Australie AUS    | Australie AUS |
| ------------- | ---------------- | ------------- |
| Num           | Coureuse         | Pos           |
| 141           | Ruth Corset      | 5e            |
| 142           | Tiffany Cromwell | 16e           |
| 143           | Vicki Whitelaw   | 21e           |
| 144           | Shara Gillow     | 40e           |
| 145           | Alexis Rhodes    | AB            |
| 146           | Kirsty Broun     | AB            |

| ESGL 93-GSD Gestion ESG | ESGL 93-GSD Gestion ESG | ESGL 93-GSD Gestion ESG |
| ----------------------- | ----------------------- | ----------------------- |
| Num                     | Coureuse                | Pos                     |
| 151                     | Béatrice Thomas (FRA)   | HD                      |
| 152                     | Eugénie Mermillod (FRA) | HD                      |
| 153                     | Christine Majerus (LUX) | HD                      |
| 154                     | Sophie Creux (FRA)      | HD                      |
| 155                     | Mélodie Lesueur (FRA)   | HD                      |
| 156                     | Audrey Lemieux (CAN)    | AB                      |

| Canada CAN | Canada CAN               | Canada CAN |
| ---------- | ------------------------ | ---------- |
| Num        | Coureuse                 | Pos        |
| 161        | Moriah Jo McGregor       | HD         |
| 162        | Julie Beveridge          | AB         |
| 163        | Alison Testroete (route) | AB         |
| 164        | Joëlle Numainville       | AB         |
| 165        | Leah Guloien             | AB         |

| Bizkaia-Durango-Champion System BPD | Bizkaia-Durango-Champion System BPD | Bizkaia-Durango-Champion System BPD |
| ----------------------------------- | ----------------------------------- | ----------------------------------- |
| Num                                 | Coureuse                            | Pos                                 |
| 171                                 | Ana Garcia (ESP)                    | 31e                                 |
| 172                                 | Ariadna Tudel Cuberes (AND)         | HD                                  |
| 173                                 | Cristina Alcalde (ESP)              | HD                                  |
| 174                                 | Mireia Epelde (ESP)                 | HD                                  |
| 175                                 | Catrine Josefsson (SWE)             | HD                                  |
| 176                                 | Gema Pascual (ESP)                  | AB                                  |

| Espagne ESP | Espagne ESP         | Espagne ESP |
| ----------- | ------------------- | ----------- |
| Num         | Coureuse            | Pos         |
| 181         | Leticia Gil         | HD          |
| 182         | Rosario Rodriguez   | HD          |
| 183         | Irene San Sebastián | AB          |
| 184         | Debora Galves Lopez | AB          |
| 185         | Belén López         | AB          |
| 186         | Ane Santesteban     | AB          |

| Grande-Bretagne GBR | Grande-Bretagne GBR  | Grande-Bretagne GBR |
| ------------------- | -------------------- | ------------------- |
| Num                 | Coureuse             | Pos                 |
| 191                 | Nicole Cooke (route) | 6e                  |
| 192                 | Katie Colclough      | 23e                 |
| 193                 | Sharon Laws          | 35e                 |
| 194                 | Lucy Martin          | HD                  |
| 195                 | Hannah Mayho         | HD                  |
| 196                 | Nikki Brammeier      | NP                  |

| Selle Italia Ghezzi MSI | Selle Italia Ghezzi MSI | Selle Italia Ghezzi MSI |
| ----------------------- | ----------------------- | ----------------------- |
| Num                     | Coureuse                | Pos                     |
| 1                       | Fabiana Luperini (ITA)  | 36e                     |
| 2                       | Martine Bras (NED)      | 7e                      |
| 3                       | Giuseppina Grassi (MEX) | 22e                     |
| 4                       | Luisa Tamanini (ITA)    | 28e                     |
| 5                       | Silvia Valsecchi (ITA)  | AB                      |

| Cervélo TestTeam CWT | Cervélo TestTeam CWT    | Cervélo TestTeam CWT |
| -------------------- | ----------------------- | -------------------- |
| Num                  | Coureuse                | Pos                  |
| 11                   | Emma Pooley (GBR)       | 1re                  |
| 12                   | Regina Bruins (NED)     | 27e                  |
| 13                   | Claudia Häusler (GER)   | 41e                  |
| 14                   | Lieselot Decroix (BEL)  | HD                   |
| 15                   | Patricia Schwager (SUI) | HD                   |
| 16                   | Émilie Aubry (SUI)      | HD                   |

| DSB Bank-Nederland Bloeit ARC | DSB Bank-Nederland Bloeit ARC | DSB Bank-Nederland Bloeit ARC |
| ----------------------------- | ----------------------------- | ----------------------------- |
| Num                           | Coureuse                      | Pos                           |
| 21                            | Marianne Vos (NED) (route)    | 2e                            |
| 22                            | Tina Liebig (GER)             | 30e                           |
| 23                            | Adrie Visser (NED)            | 39e                           |
| 24                            | Liesbet De Vocht (BEL)        | HD                            |
| 25                            | Noortje Tabak (NED)           | HD                            |
| 26                            | Marieke van Wanroij (NED)     | HD                            |

| Columbia-HTC Women TCW | Columbia-HTC Women TCW  | Columbia-HTC Women TCW |
| ---------------------- | ----------------------- | ---------------------- |
| Num                    | Coureuse                | Pos                    |
| 31                     | Kimberly Anderson (USA) | 29e                    |
| 32                     | Luise Keller (GER)      | HD                     |
| 33                     | Chantal Beltman (NED)   | HD                     |
| 34                     | Ellen van Dijk (NED)    | HD                     |
| 35                     | Katherine Bates (AUS)   | AB                     |
| 36                     | Emilia Fahlin (SWE)     | AB                     |

| Equipe Nürnberger Versicherung NUR | Equipe Nürnberger Versicherung NUR | Equipe Nürnberger Versicherung NUR |
| ---------------------------------- | ---------------------------------- | ---------------------------------- |
| Num                                | Coureuse                           | Pos                                |
| 41                                 | Trixi Worrack (GER)                | 19e                                |
| 42                                 | Eva Lutz (GER)                     | 37e                                |
| 43                                 | Suzanne de Goede (NED)             | HD                                 |
| 44                                 | Marlen Jöhrend (GER)               | AB                                 |
| 45                                 | Romy Kasper (GER)                  | AB                                 |
| 46                                 | Madeleine Sandig (GER)             | AB                                 |

| Red Sun Cycling Team RSC | Red Sun Cycling Team RSC         | Red Sun Cycling Team RSC |
| ------------------------ | -------------------------------- | ------------------------ |
| Num                      | Coureuse                         | Pos                      |
| 51                       | Emma Johansson (SWE)             | 3e                       |
| 52                       | Ludivine Henrion (BEL) (route)   | 12e                      |
| 53                       | Paulina Brzeźna-Bentkowska (POL) | 17e                      |
| 54                       | Latoya Brulee (BEL)              | HD                       |
| 55                       | Laure Werner (BEL)               | HD                       |
| 56                       | Mascha Pijnenborg (NED)          | AB                       |

| Safi-Pasta Zara-Titanedi SAF | Safi-Pasta Zara-Titanedi SAF | Safi-Pasta Zara-Titanedi SAF |
| ---------------------------- | ---------------------------- | ---------------------------- |
| Num                          | Coureuse                     | Pos                          |
| 61                           | Rasa Leleivytė (LTU) (route) | 8e                           |
| 62                           | Diana Žiliūtė (LTU)          | 9e                           |
| 63                           | Inga Čilvinaitė (LTU)        | 32e                          |
| 64                           | Eneritz Iturriaga (ESP)      | HD                           |
| 65                           | Svetlana Pauliukaitė (LTU)   | AB                           |
| 66                           | Giorgia Bronzini (ITA)       | NP                           |

| Lotto-Belisol Ladiesteam LLT | Lotto-Belisol Ladiesteam LLT | Lotto-Belisol Ladiesteam LLT |
| ---------------------------- | ---------------------------- | ---------------------------- |
| Num                          | Coureuse                     | Pos                          |
| 71                           | Grace Verbeke (BEL)          | 4e                           |
| 72                           | Lizzie Armitstead (GBR)      | 20e                          |
| 73                           | Catherine Delfosse (BEL)     | HD                           |
| 74                           | Emma Silversides (GBR)       | HD                           |
| 75                           | Rochelle Gilmore (AUS)       | AB                           |
| 76                           | Emma Mackie (AUS)            | AB                           |

| Fenixs FEN | Fenixs FEN                      | Fenixs FEN |
| ---------- | ------------------------------- | ---------- |
| Num        | Coureuse                        | Pos        |
| 81         | Catherine Hare Willianson (GBR) | 18e        |
| 82         | Siobhan Dervan (IRL)            | 24e        |
| 83         | Karin Aune (SWE)                | 38e        |
| 84         | Svetlana Boubnenkova (RUS)      | AB         |
| 85         | Suzie Godart (LUX)              | AB         |
| 86         | Urtė Juodvalkytė (LTU)          | AB         |

| Vienne Futuroscope FUT | Vienne Futuroscope FUT       | Vienne Futuroscope FUT |
| ---------------------- | ---------------------------- | ---------------------- |
| Num                    | Coureuse                     | Pos                    |
| 91                     | Karine Gautard-Roussel (FRA) | 25e                    |
| 92                     | Pascale Jeuland (FRA)        | HD                     |
| 93                     | Audrey Cordon (FRA)          | AB                     |
| 94                     | Nathalie Jeuland (FRA)       | AB                     |
| 95                     | Emmanuelle Merlot (FRA)      | AB                     |
| 96                     | Magali Mocquery (FRA)        | AB                     |

| Flexpoint FLX | Flexpoint FLX         | Flexpoint FLX |
| ------------- | --------------------- | ------------- |
| Num           | Coureuse              | Pos           |
| 101           | Mirjam Melchers (NED) | 11e           |
| 102           | Iris Slappendel (NED) | 14e           |
| 103           | Loes Gunnewijk (NED)  | 15e           |
| 104           | Trine Schmidt (DEN)   | HD            |

| Bigla BCT | Bigla BCT                    | Bigla BCT |
| --------- | ---------------------------- | --------- |
| Num       | Coureuse                     | Pos       |
| 111       | Nicole Brändli (SUI)         | 33e       |
| 112       | Noemi Cantele (ITA)          | 34e       |
| 113       | Jennifer Hohl (SUI) (route)  | HD        |
| 114       | Modesta Vžesniauskaitė (LTU) | HD        |
| 115       | Monica Holler (SWE)          | HD        |
| 116       | Veronica Andrèasson (SWE)    | HD        |

| France FRA | France FRA                       | France FRA |
| ---------- | -------------------------------- | ---------- |
| Num        | Coureuse                         | Pos        |
| 121        | Amélie Rivat                     | HD         |
| 122        | Fanny Riberot                    | HD         |
| 123        | Christel Ferrier-Bruneau (route) | HD         |
| 124        | Mélanie Bravard                  | HD         |
| 125        | Émilie Blanquefort               | AB         |
| 126        | Alexandra Le Hénaff              | AB         |

| Pays-Bas NED | Pays-Bas NED        | Pays-Bas NED |
| ------------ | ------------------- | ------------ |
| Num          | Coureuse            | Pos          |
| 131          | Irene van den Broek | 10e          |
| 132          | Andrea Bosman       | 13e          |
| 133          | Chantal Blaak       | 26e          |
| 134          | Lucinda Brand       | HD           |

| Australie AUS | Australie AUS    | Australie AUS |
| ------------- | ---------------- | ------------- |
| Num           | Coureuse         | Pos           |
| 141           | Ruth Corset      | 5e            |
| 142           | Tiffany Cromwell | 16e           |
| 143           | Vicki Whitelaw   | 21e           |
| 144           | Shara Gillow     | 40e           |
| 145           | Alexis Rhodes    | AB            |
| 146           | Kirsty Broun     | AB            |

| ESGL 93-GSD Gestion ESG | ESGL 93-GSD Gestion ESG | ESGL 93-GSD Gestion ESG |
| ----------------------- | ----------------------- | ----------------------- |
| Num                     | Coureuse                | Pos                     |
| 151                     | Béatrice Thomas (FRA)   | HD                      |
| 152                     | Eugénie Mermillod (FRA) | HD                      |
| 153                     | Christine Majerus (LUX) | HD                      |
| 154                     | Sophie Creux (FRA)      | HD                      |
| 155                     | Mélodie Lesueur (FRA)   | HD                      |
| 156                     | Audrey Lemieux (CAN)    | AB                      |

| Canada CAN | Canada CAN               | Canada CAN |
| ---------- | ------------------------ | ---------- |
| Num        | Coureuse                 | Pos        |
| 161        | Moriah Jo McGregor       | HD         |
| 162        | Julie Beveridge          | AB         |
| 163        | Alison Testroete (route) | AB         |
| 164        | Joëlle Numainville       | AB         |
| 165        | Leah Guloien             | AB         |

| Bizkaia-Durango-Champion System BPD | Bizkaia-Durango-Champion System BPD | Bizkaia-Durango-Champion System BPD |
| ----------------------------------- | ----------------------------------- | ----------------------------------- |
| Num                                 | Coureuse                            | Pos                                 |
| 171                                 | Ana Garcia (ESP)                    | 31e                                 |
| 172                                 | Ariadna Tudel Cuberes (AND)         | HD                                  |
| 173                                 | Cristina Alcalde (ESP)              | HD                                  |
| 174                                 | Mireia Epelde (ESP)                 | HD                                  |
| 175                                 | Catrine Josefsson (SWE)             | HD                                  |
| 176                                 | Gema Pascual (ESP)                  | AB                                  |

| Espagne ESP | Espagne ESP         | Espagne ESP |
| ----------- | ------------------- | ----------- |
| Num         | Coureuse            | Pos         |
| 181         | Leticia Gil         | HD          |
| 182         | Rosario Rodriguez   | HD          |
| 183         | Irene San Sebastián | AB          |
| 184         | Debora Galves Lopez | AB          |
| 185         | Belén López         | AB          |
| 186         | Ane Santesteban     | AB          |

| Grande-Bretagne GBR | Grande-Bretagne GBR  | Grande-Bretagne GBR |
| ------------------- | -------------------- | ------------------- |
| Num                 | Coureuse             | Pos                 |
| 191                 | Nicole Cooke (route) | 6e                  |
| 192                 | Katie Colclough      | 23e                 |
| 193                 | Sharon Laws          | 35e                 |
| 194                 | Lucy Martin          | HD                  |
| 195                 | Hannah Mayho         | HD                  |
| 196                 | Nikki Brammeier      | NP                  |

Les dossards sont inconnus.